# Paralogue (chant grec)
Un paralogue est un chant ou un air traditionnel grec, puisé dans les croyances et traditions populaires, la vie quotidienne, mais aussi dans la mythologie antique.

## Sources
1. ↑  Grèce : paralogues, chants traditionnels